# Арчиловка (Татарстан)
Арч́иловка — упразднённая деревня в Куйбышевском районе Татарской АССР РСФСР.

## История
Арчиловка (Столбуновка) упоминается в документе 1684 года как деревня казённая и владельческая, при оз. Кислом.
В середине XIX века ротмистрша Глафира Ивановна Лихачева (в девичестве Панаева), расширяя имение своего покойного мужа, переселила крепостных из своей деревни Арчиловка Трёхозерской волости Спасского уезда Казанской губернии в выселок, названый Новой Арчиловкой (теперь Арчиловка).
С 1930 г. в составе Полянского сельсовета Спасского района.
В справочных изданиях после 1956 г. не упоминается.

## Население
В 1684 году 225 женщин, 247 мужчин.
В 1930 году — 370 человек, преимущественно русские.